# Here, There and Everywhere
Here, There And Everywhere je píseň napsaná hlavně Paulem McCartneym, nahraná The Beatles na albu Revolver. Ve svém životopise McCartney řekl, že tato píseň je jedna z jeho nejoblíbenějších. John Lennon údajně řekl, že je to nejlepší píseň na albu a v rozhovoru pro Playboy řekl, že je to jeho nejoblíbenější píseň od Beatles.
Píseň se umístila na čtvrtém místě v anketě nejlepších písní všech dob v časopise Mojo.
České coververze
- Pod názvem „Tady, tam a všude tě mám“ ji v roce 1980 s vlastní textem nahrála Zdeňka Lorencová.
- Pod názvem „Dlouhý flám“ ji s textem Petra Novotného v roce 1994 vydala skupina Fešáci na albu „Dokud můžem“.

## Obsazení
- Paul McCartney - zpěv, kytara, basová kytara
- John Lennon - vokály
- George Harrison - vokály, sólová kytara
- Ringo Starr - bicí souprava